# کیریل دیمیتروف (بازیکن فوتبال)
کیریل دیمیتروف (بلغاری: Kирил Димитров؛ زادهٔ ۲۱ ژانویهٔ ۱۹۸۵) بازیکن فوتبال اهل بلغارستان است.